# Björk (mostra)

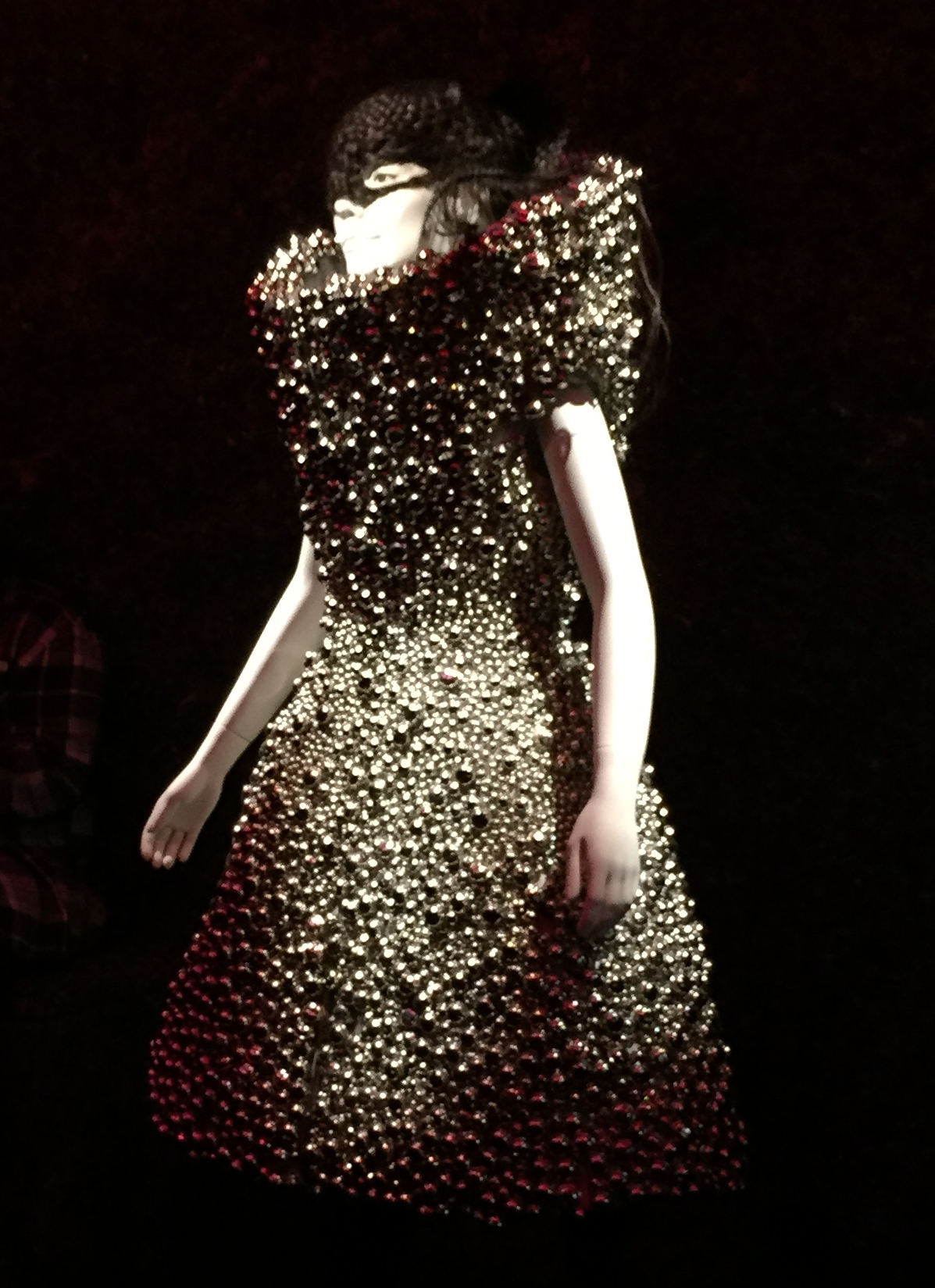
Un abito di Alexander McQueen indossato da Björk in mostra al MoMA.

Björk è stata una mostra del 2015 a cura del Museum of Modern Art (MoMA) di New York sull'omonima cantante islandese, Björk.

## Realizzazione
Il 12 giugno 2014 viene annunciato che le applicazioni per iPad dell'app album di Björk Biophilia (2011) sarebbero state parte della collezione permanente del Museum of Modern Art di New York. Una settimana dopo, il museo annuncia una retrospettiva sulla carriera della cantante che avrebbe avuto luogo dal 7 marzo al 7 giugno 2015.

## Descrizione
Björk viene curata dal direttore del MoMA PS1, Klaus Biesenbach, il quale ha voluto commentare la mostra con queste parole:
La retrospettiva comprendeva anche una nuova commissione da parte del MoMA che ha richiesto la collaborazione di Björk con il pluripremiato regista Andrew Thomas Huang per la presentazione di un lavoro completamente inedito.